# Palumbina
Palumbina is een geslacht van vlinders van de familie tastermotten (Gelechiidae).

## Soorten
- P. chelophora (Meyrick, 1918)
- P. diplobathra (Meyrick, 1918)
- P. fissilis (Meyrick, 1918)
- P. glaucitis (Meyrick, 1907)
- P. guerinii (Stainton, 1858)
- P. longipalpis (Bradley, 1961)
- P. macrodelta (Meyrick, 1918)
- P. nephelochtha (Meyrick, 1927)
- P. nesoclera (Meyrick, 1929)
- P. oxyprora (Meyrick, 1922)
- P. pylartis (Meyrick, 1908)
- P. tanyrrhina (Meyrick, 1921)
- P. triphona (Meyrick, 1927)